# Лонкастуксимаб тезирин
Лонкастуксимаб тезирин — конъюгат антитело-препарат для лечения диффузной B-крупноклеточной лимфомы. Одобрен для применения: США (2021).

## Механизм действия
Конъюгат анти-CD19 моноклонального антитела и препарата (пирролобензодиазепин).
Гуманизированное моноклональное антитело стохастически конъюгировано через расщепляемый валин-аланин, малеимидный линкер с цитотоксическим (противораковым) пирролобензодиазепином (PBD) димером. Антитело связывается с CD19, белком, который высоко экспрессируется на поверхности В-клеточных гематологических опухолей, включая некоторые формы лимфом и лейкемий. После связывания с опухолевыми клетками антитело интернализируется, высвобождается цитотоксический препарат PBD, и раковые клетки погибают. Димеры PBD образуются из мономеров PBD. Димеры PBD работают путем «сшивания» определённых участков ДНК, блокируя деление раковых клеток, что приводит к их гибели. Как класс они значительно более мощные, чем химиотерапевтические препараты.

## Клинические испытания
Два испытания I фазы оценивали препарат у людей с рецидивирующей или рефрактерной В-клеточной неходжкинской лимфомой и рецидивирующим или рефрактерным В-клеточным острым лимфобластным лейкозом. На 14-й Международной конференции по злокачественным лимфомам были представлены промежуточные результаты исследования I фазы. Среди пациентов, включенных в исследование на момент отсечения данных, общая частота ответов составила 61 % в общей популяции пациентов (42 % полных ответов и 19 % частичных ответов), а среди пациентов с рецидивирующей или рефрактерной диффузной крупноклеточной лимфомой (DLBCL) общая частота ответов составила 57 % (43 % полных ответов и 14 % частичных ответов).

## Показания
- рецидивирующая или рефрактерная диффузная B-крупноклеточная неходжкинская лимфома[5].

## Беременность
- Женщины детородного возраста во время лечения и 9 мес. после него должны использовать методы контрацепции.[5]
- Мужчины во время лечения и 6 мес. после него должны использовать методы контрацепции.[5]